# Zaga (geslacht)
Zaga is een geslacht van vliesvleugeligen uit de familie Trichogrammatidae. De wetenschappelijke naam van dit geslacht is voor het eerst geldig gepubliceerd in 1911 door Girault.

## Soorten
Het geslacht Zaga omvat de volgende soorten:
- Zaga deltae (De Santis, 1952)
- Zaga latipennis Girault, 1911